# Concy Aciro
Concy Aciro là một chính trị gia người Uganda.
Khi mười tuổi, Conciro Aciro bị Quân đội Kháng chiến của Chúa bắt cóc ở miền bắc Uganda để được huấn luyện thành một chiến binh. Cô đã phải đối mặt với khó khăn đáng kể sau khi trốn thoát. Aciro tốt nghiệp khoa phát triển quốc tế của Đại học Birmingham với bằng thạc sĩ về quản lý phát triển và giảm nghèo năm 2007. Aciro được mệnh danh là Alumna của năm của Đại học Birmingham năm 2008 
Sau khi tốt nghiệp Đại học Birmingham Aciro trở về miền bắc Uganda. Cô đã trở thành một nghị sĩ đối lập trong Quốc hội Uganda. Aciro đã tham gia vào các cuộc đàm phán hòa bình và tái thiết. Cô đã tham gia vào các cuộc đàm phán hòa bình quốc gia giữa chính phủ và Quân đội Kháng chiến của Chúa để giải quyết cuộc xung đột ở miền bắc Uganda. Aciro chịu trách nhiệm thành lập một giải đấu bóng đá để giúp tái hòa nhập các cựu binh trẻ em và xây dựng sự đoàn kết giữa các trại tị nạn. Cô bảo đảm sự đóng góp của bộ dụng cụ bóng đá từ các câu lạc bộ bóng đá Anh. Aciro là Đại diện phụ nữ của quận Amuru trong Quốc hội Uganda. Cô là thành viên của Diễn đàn Thay đổi Dân chủ, đảng đối lập với Tổng thống Yoweri Museveni.